# Campionato oceaniano maschile di pallacanestro 1971
Il 1º campionato oceaniano maschile di pallacanestro (noto anche come Oceania Championship 1971) si è svolto dal 7 agosto al 13 agosto 1971 in Australia.
I campionati oceaniani maschili di pallacanestro sono una manifestazione biennale tra le squadre nazionali del continente, organizzata dalla FIBA Oceania. Storicamente questo torneo è disputato dalle sole nazionali dell'Australia e della Nuova Zelanda.

## Squadre partecipanti
- Australia
- Nuova Zelanda

## Gare
| Squadra   | Punteggio | Squadra       | Serie           |
| Australia | 91 - 56   | Nuova Zelanda | 1 - 0 Australia |
| Australia | 107 - 58  | Nuova Zelanda | 2 - 0 Australia |
| Australia | 117 - 72  | Nuova Zelanda | 3 - 0 Australia |

## Campione
Australia
(1º titolo)